# Ambiência
Em Arquitetura e Urbanismo:
Dá-se o nome de ambiência ao conjunto espacial composto não apenas pelo suporte espacial constituído pelo lugar urbano, mas também por suas particularidades não somente físicas, mas imateriais, sensoriais, morais, atmosféricas e dinâmicas. Para além da distribuição espacial material, a ambiência denota um estilo de vida e se liga à apropriação, ao arranjo, aos sentidos do corpo, ao afeto de quem a está experienciando.
É comum encontrar na literatura a explicação equivocada de que a compreensão das ambiências se apoia em dados objetivos, como a luminosidade, a temperatura do ambiente, a ventilação do lugar, aos sons ou até mesmo os odores, mas, como frisam os pesquisadores sobre ambiências, é muito mais pela percepção subjetiva desses dados e sua cognição que as ambiências se explicam. Dessa forma, os aspectos subjetivos das ambiências são ressaltados segundo as diferentes capacidades sensoriais que possui cada indivíduo, assim como os aspectos culturais, uma vez que os significados ancorados aos lugares possuem interpretações inteligíveis para o grupo de pessoas que compartilha o mesmo universo cultural.
Para os especialistas no estudo das ambiências, não existe uma ambiência “boa” ou “ruim”, mas sim uma experiência cujo juízo de valor é prerrogativa única do indivíduo que a está vivenciando.
Apesar do termo “ambiência” só aparecer como substantivo em contos e romances do século XIX, a noção de um meio-ambiente que envolve a sensibilidade dos corpos e atua em seus comportamentos já era mencionada no início do período clássico. De fato, o termo "ambiência" deriva do latim «ambire» que significa «envolver». No entanto, como ressalta Jean-Paul Thibaud (Op.cit), o trabalho de Spitzer aponta que essa conotação pode ser desmembrada na origem etimológica da palavra, já que o prefixo “amb” representa a posição “entre dois lados” (direito e esquerdo). Isso traria mais uma explicação para a origem do conceito, remetendo-o ao movimento de um abraço caloroso e protetivo, constituindo um meio empático, próprio à visão de mundo da Grécia Antiga.
Ao longo do tempo, o conceito foi tomando diversas conotações. No início do século XX a ambiência é retomada por pensadores que, com base na fenomenologia, buscam refletir sobre a existência do ser no mundo e as formas de perceber o corpo no espaço.
O filósofo francês Jean-François Augoyard e o filósofo alemão Gernot Böhme deram passos fundamentais ao desenvolverem teorias sobre a estética das ambiências, analisando-as não somente nos espaços de referência como edifícios, parques e cidades notáveis, mas, principalmente, nas situações cotidianas, no dia-a-dia da vida urbana. Esses autores permanecem como grandes referências para a compreensão atual do conceito de ambiência e atmosfera. Para Bruce Begout, contudo, deve-se fazer distinção entre ambiência e atmosfera. O autor diz que tanto um conceito como o outro possuem, como similaridade, um caráter de tonalidade e intensidade e para notá-las é necessário manter uma intuição afetiva da situação, pois nós nunca percebemos as ambiências em si, mas percebemos através delas. No entanto, para Begout (Op.cit.), o que difere a ambiência da atmosfera é que a primeira é primitiva, estável e fundamental enquanto a atmosfera é flutuante e passageira. Essa distinção se explica pelo fato de a ambiência ser ancorada na materialidade de um suporte espacial e a atmosfera ser mais volátil, podendo ser levada pelo indivíduo quando ele se desloca.
Jean-François Augoyard foi seguido por uma série de pensadores que deram consistência e densidade ao conceito de ambiência, dentre os quais se destaca o sociólogo e urbanista Jean-Paul Thibaud. Juntamente com uma equipe de pesquisadores concentrada, inicialmente, no laboratório Cresson, da ENSA-Grenoble, França, Thibaud criou o núcleo inicial daquilo que hoje é considerada uma grande rede internacional de investigadores espalhados pelo mundo, a rede Ambiances.net, que se dedica ao estudo e avaliação das ambiências sensíveis e seus desdobramentos nos estudos urbanos, no planejamento de cidades, na prática arquitetônica e paisagística.
Em Conservação e Restauração do Patrimônio Edificado: Diferentemente do conceito usado na área das ambiências sensíveis, o campo debruçado sobre a conservação e restauro do patrimônio edificado utiliza o termo "ambiência" para se referir às características espaciais do entorno de um bem patrimonial que permitem destacá-lo e envolvê-lo em um cenário que remete à história desse bem.
O Instituto do Patrimônio Histórico e Artístico Nacional, IPHAN, usa o termo “Ambiência” em seu manual de “Normatização de cidades históricas” da seguinte forma:
- “os bens não mantém entre si uma relação de ambiência ou interligação espacial” (IPHAN, 2011, pg.12)
- “englobados por uma mesma poligonal de entorno, que preserva sua ambiência”(IPHAN, 2011, pg.12)
- “consideramos que o ponto chave para a definição da poligonal de entorno deve ser a preservação da ambiência do(s) bem(ns) tombado(s), funcionando como uma área de amortecimento entre esta e o restante da cidade” (IPHAN, 2011, pg.14)

Pelo que se vê, o IPHAN considera “ambiência” como a circunvizinhança edificada e sua ambientação proporcionando uma cenografia que envolve e ressalta as características históricas do bem a ser protegido.
Em Saúde: Na área da saúde, o conceito de ambiência se liga à política de humanização dos serviços de saúde. No Brasil, o Ministério da Saúde conceitua o termo a partir de três eixos:
1. O espaço que possibilita a reflexão da produção do sujeito e do processo de trabalho.
2. O espaço que visa a confortabilidade focada na privacidade e individualidade dos sujeitos envolvidos, exaltando elementos do ambiente que interagem com o ser humano – a dizer cor, cheiro, som, iluminação, morfologia... –, e garantindo conforto a trabalhadores, paciente e sua rede social.
3. O espaço como ferramenta facilitadora do processo de trabalho funcional favorecendo a otimização de recursos e o atendimento humanizado, acolhedor e resolutivo.
Ainda de acordo com o Ministério, o conforto no ambiente hospitalar pode ser alcançado a partir dos seguintes elementos:
1. A Morfologia – formas, dimensões e volumes configuram e criam espaços.
2. A Luz – a iluminação, seja natural ou artificial, é caracterizada pela incidência, quantidade e qualidade. Além de necessária para a realização de atividades, contribui para a composição de uma ambiência mais aconchegante quando exploramos os desenhos e sombras que proporcionam. A iluminação artificial pode ser trabalhada em sua disposição garantindo privacidade aos pacientes com focos individuais nas enfermarias, facilitando as atividades dos trabalhadores e também a dos pacientes. A iluminação natural deve ser garantida a todos os ambientes que permitirem, lembrando sempre que todo paciente tem direito a noção de tempo – dia e noite, chuva ou sol.
3. O Cheiro – considerar os odores que podem compor o ambiente.
4.O Som – podemos propor a utilização de música ambiente em alguns espaços como enfermarias e esperas. Em outro âmbito é importante considerar também a proteção acústica que garanta a privacidade e controle alguns ruídos.
5. A Cinestesia – diz respeito à percepção do espaço por meio dos movimentos, assim como das superfícies e texturas. Esse conceito não deve ser confundico com Sinestesia (com s), que é a mistura de vários sentidos.
6. A Arte – como meio de inter-relação e expressão das sensações humanas.
7. A Cor – as cores podem ser um recurso útil uma vez que nossa reação a elas é profunda e intuitiva. As cores estimulam nossos sentidos e podem nos encorajar ao relaxamento, ao trabalho, ao divertimento ou ao movimento. Podem nos fazer sentir mais calor ou frio, alegria ou tristeza. Utilizando cores que ajudam a refletir ou absorver luz, podemos compensar sua falta ou minimizar seu excesso.
O Tratamento das Áreas Externas – este se faz necessário já que além de porta de entrada, se constitui muitas vezes em lugar de espera ou de descanso de trabalhadores, ambiente de “estar” de pacientes ou de seus acompanhantes. Jardins e áreas com bancos podem se tornar lugar de estar e relaxamento.
8. Privacidade e Individualidade – a privacidade diz respeito à proteção da intimidade do paciente que muitas vezes pode ser garantida com uso de divisórias ou até mesmo com cortinas e elementos móveis que permitam ao mesmo tempo integração e privacidade, facilitando o processo de trabalho, aumentando a interação da equipe e ao mesmo tempo possibilitando atendimento personalizado. Individualidade refere-se ao entendimento de que cada paciente é diferente do outro, veio de um cotidiano e espaço social específico.
A arquitetura hospitalar tem também seu papel no respeito à individualidade quando se propõe, por exemplo, a criar ambientes que ofereçam ao paciente espaço para seus pertences, para acolher sua rede social, dentre outros cuidados que permitam ao usuário desenvolver identificação com o espaço.
Como se vê, o conceito de ambiência em saúde, apesar de tratar dos sentidos como é feito na primeira noção de ambiência em arquitetura e urbanismo colocada no início do verbete. Ele aqui compreende a influência dos espaços de fora para dentro no âmbito da arquitetura hospitalar e não uma percepção de sua essência agindo no âmago do sujeito perceptivo e ressignificando o espaço após o processo cognitivo. No campo da humanização hospitalar, o conceito de ambiência pode ser confundido com o de ambiente.
Em Agronomia: Diz respeito principalmente às condições climáticas do cultivo vegetal e da criação de animais, considerando tanto as características regionais quanto a das instalações agrícolas.
Alguns escritores cometem, muitas vezes, o erro de misturar esses diferentes conceitos de "ambiência" em seus textos, sem demonstrar atenção no enfoque correspondente ao seu trabalho, resultando, assim, em artigos que são vistos como "torre de babel das ambiências". Este verbete espera ajudar ao escritor e pesquisador a escolher qual dos conceitos do termo "ambiência" quer desenvolver, evitando, assim, o uso incorreto dos demais.